# Bruno Joubert
Bruno Joubert, né le 29 juillet 1950 à Tours, est un diplomate français. Il fut conseiller maître en service extraordinaire à la Cour des comptes et était auparavant ambassadeur de France près le Saint-Siège, après avoir exercé cette fonction au Maroc. Il a aussi notamment été le Monsieur Afrique du président Nicolas Sarkozy de 2007 à 2009.

## Biographie

### Origines et famille
Bruno Joubert est né le 29 juillet 1950 à Tours (Indre-et-Loire). Il est le fils de Benoît Joubert, ingénieur, ancien directeur de programme au PNUD (Nations unies). Il est marié et père de quatre enfants.

### Études
Bruno Joubert est diplômé de l'Institut d'études politiques de Paris et ancien élève de l'École nationale d'administration, promotion 1978.

### Carrière
Bruno Joubert entame sa carrière de diplomate comme secrétaire des Affaires étrangères à l’ambassade de France à Washington. En 1982, il est nommé à la Direction des affaires européennes au ministère des Affaires étrangères (questions commerciales – GATT), puis conseiller à la représentation permanente de la France auprès de l’Union européenne à Bruxelles (1985).  De 1990 à 1993, il est à Paris en tant que chargé de mission auprès du secrétaire général du ministère des Affaires étrangères. Il est ensuite nommé pendant deux ans directeur des Ressources humaines de ce même ministère.
De 1995 à 1997, il est directeur de cabinet de Michel Barnier, ministre délégué aux Affaires européennes, avant d’être nommé directeur de la Stratégie au ministère de la Défense, poste qu’il occupera jusqu’en 2001.
Il s’installe ensuite à Vienne en tant qu’ambassadeur, représentant permanent de la France auprès de l’Organisation pour la sécurité et la coopération en Europe.
En 2003, il devient directeur d’Afrique et de l’Océan indien au ministère des Affaires étrangères, et en 2006, secrétaire général adjoint du même ministère. Entre-temps, le 16 avril 2004, jour de l'enlèvement du journaliste Guy-André Kieffer, il débarque à Abidjan, pour des raisons inconnues, en compagnie de Nathalie Delapalme, conseillère Afrique pour plusieurs ministres des Affaires étrangères.
En 2007, il est nommé conseiller diplomatique adjoint, chargé de l’Afrique à la présidence de la République.
Il restera le « Monsieur Afrique » de l’Élysée jusqu’à sa nomination au Maroc, en 2009, comme ambassadeur de France.
Début 2012, il quitte Rabat pour rejoindre Rome, où il est nommé ambassadeur de France près le Saint-Siège. Il occupe ces fonctions jusqu'en mars 2015. Ses trois ans d’ambassadeur de France près le Saint-Siège sont marqués par la renonciation de Benoît XVI, le 11 février 2013, et par l'élection du pape François, le 13 mars suivant.
Il a également organisé la visite du président français François Hollande au Vatican en janvier 2014, dans un contexte difficile de protestations d’une partie de l’opinion publique française contre la loi sur le mariage entre personnes homosexuelles et l’adoption d’enfants, et contre des projets de gestation pour autrui (GPA) ou de « suicide assisté ».
De 2015 à 2018, il est conseiller maître en service extraordinaire à la Cour des comptes,.

## Distinctions
- Officier de la Légion d'honneur (Promotion du 1er janvier 2011[8],[9])
- Officier de l'ordre national du Mérite (Décret du 15 mai 2006[10])
- Grand cordon de l'ordre du Ouissam alaouite. Le 2 avril 2012, au terme de sa mission comme ambassadeur de France au Maroc, il est décoré par le roi du Maroc, Mohammed VI.
- Chevalier Grand-Croix de l'ordre de Pie IX (nomination du 13 mars 2015 par le pape François[11]).